# Пет-Могили (Шуменская область)
Пет-Могили (болг. Пет могили) — село в Болгарии. Находится в Шуменской области, входит в общину Никола-Козлево. Население составляет 1 163 человека.

## Политическая ситуация
В местном кметстве Пет-Могили, в состав которого входит Пет-Могили, должность кмета (старосты) исполняет Веско Колев Димитров (коалиция Никола-Козлево, Болгарская социалистическая партия (БСП)) по результатам выборов правления кметства.
Кмет (мэр) общины Никола-Козлево — Турхан Фахредин Каракаш (Движение за права и свободы (ДПС)) по результатам выборов в правление общины.